# سسک درختی زیتونی شرقی
سسک درختی زیتونی شرقی (نام علمی: Iduna pallida) نام یک گونه از سرده ایدونا است.